# Bembidion sordidulum
Bembidion sordidulum är en skalbaggsart som beskrevs av Maximilien de Chaudoir. Bembidion sordidulum ingår i släktet Bembidion och familjen jordlöpare. Inga underarter finns listade i Catalogue of Life.